# Middlesborough
Middlesborough (także Middlesboro) – miasto w Stanach Zjednoczonych, w stanie Kentucky, w hrabstwie Bell. Według spisu w 2020 roku liczy 9,4 tys. mieszkańców. Położone jest w gigantycznym kraterze meteorytowym, pomiędzy górami Cumberland i Pine Mountain. Zostało założone w 1886 roku w celu eksploatacji złóż żelaza i węgla.
Według danych z 2010 roku jest najbardziej ewangelikalnym miastem w stanie Kentucky, oraz piątym najbardziej ewangelikalnym w USA – 62,4% populacji jest członkami kościołów ewangelikalnych. 